# Horst Gaede

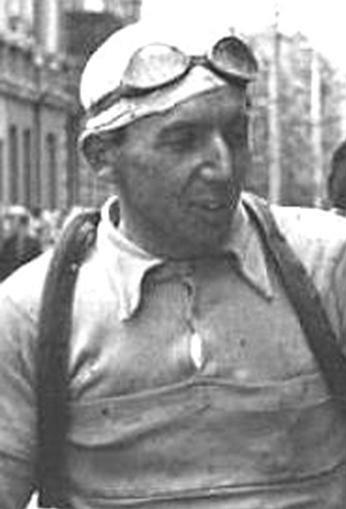
Horst Gaede 1953

Horst Gaede (* 19. Juni 1926 in Barleben; † 12. April 1999 in St. Wendel) war ein deutscher Radsportler, der in den 1950er Jahren in der DDR erfolgreich war.

## Leben
Er startete zunächst für den Verein Grün–Rot Magdeburg. 1942 gewann Gaede das Nachwuchsrennen „Erster Schritt“ und beteiligte sich danach an weiteren Jugendrennen, bis er zum Kriegsdienst bei der Marine eingezogen wurde. Während des Zweiten Weltkriegs geriet er in Gefangenschaft, aus der er erst 1947 wieder entlassen wurde. Er schloss sich der Sportgemeinschaft Grün Rot Stadt Magdeburg an und gehörte schnell zu den besten Straßenfahrern im Bereich der Sowjetischen Besatzungszone. Nachdem er bei der Ostzonen-Rundfahrt 1949 den dritten Platz erreicht hatte, wurde er 1950 in die neu formierte DDR-Nationalmannschaft aufgenommen.
Mit der Nationalmannschaft nahm Gaede 1950 erstmals wie auch die DDR-Mannschaft an dem Dreiländer-Etappenrennen Internationale Friedensfahrt teil. Die unerfahrenen DDR-Aktiven fuhren nur im Mittelfeld mit, und auch Gaede wurde als zweitbester seines Teams nur 20. Auch bei den beiden folgenden Friedensfahrten gehörte er zum DDR-Aufgebot, konnte aber mit den Plätzen 39 (1951) und 55 (1952) nicht überzeugen.
Bessere Leistungen zeigte Gaede bei Eintagesrennen, so mit seinen Siegen 1950 bei Rund um die Hainleite, Rund um das Brandenburger Land und Rund um Leipzig. Er gewann auch das Auswahlrennen Schwerin–Rostock–Schwerin vor Erich Schulz. Damit hatte er sich an die Spitze der Rangliste der DDR-Straßenfahrer gebracht. Seinen einzigen Titelgewinn errang er 1951, als er mit dem Sechser von Aufbau Börde Magdeburg die DDR-Meisterschaft im Mannschaftszeitfahren gewann. 1953 trat er noch einmal mit dem Gewinn bei Berlin–Angermünde–Berlin und dem sechsten Platz bei der DDR-Straßeneinzelmeisterschaft in Erscheinung. Später trat er nur noch bei Steherrennen an. Stets als Amateursportler aktiv, arbeitete er als Sachbearbeiter in einem Magdeburger Baubetrieb.

## Privates
Nachdem er seine sportliche Laufbahn beendet hatte, siedelte Gaede in die Bundesrepublik um, wo er als gelernter Dachdecker Anfang der 1960er Jahre im Saarland eine Dachdeckerfirma eröffnete. Im Alter von 72 Jahren starb Gaede an den Folgen eines Unfalls.